# Träningsprogram
Träningsprogram är en form av planlagd träning som är vanligt förekommande inom bland annat styrketräning. Vad det egentligen handlar om är en form av schemalagd träning som man beslutar sig för att följa, eller ett schema som en personlig tränare eller tränare har utformat åt klienten. Ett träningsprogram kan innehålla allt från antal repetitioner och på vilken vikt till endast vilka övningar som skall utövas den dagen. 

## Intensivitet och intensitet
Med intensivitet menas hur intensivt ett träningspass körs. Ett pass som körs med hög intensivitet kännetecknas av att kort vila används mellan seten och att man siktar på att lyfta så många kg per tidsenhet. Det behöver å andra sidan inte innebära att vikterna är maximalt tunga. Snarare tvärtom då alltför höga vikter innebär att längre vila behövs mellan seten för återhämtning. Det viktiga i begreppet är vilket tempo man tillåts köra i. När man lyckats lyfta mer vikt per tidsenhet eller om man behöver mindre tid för att slutföra samma övningar som tidigare så har man uppnått progression. Träningsmetoden används oftast av kroppsbyggare (bodybuilders) för maximal hypertrofi (muskeltillväxt) och kombineras ofta med medel- till högvolym på antalet set och övningar.
Med intensitet menas hur tunga vikter (belastning) man använder sig av i sin träning i förhållande till vad man klarar av. De två vanligaste sätten att ange intensitet är antingen en procentsats av den maximala vikt man kan lyfta, det vill säga procent av 1 RM eller hur många gånger man kan lyfta vikten, till exempel 3 RM eller 10 RM som betyder den vikt man klarar av att lyfta tre respektive tio gånger.

## Basprogram styrketräning
Det här programmet är för nybörjare eller de som endast underhållstränar. Det finns program som bygger på en till tre träningsdagar i veckan.
- 6–8 repetitioner (reps) – kraft och styrka.
- 8–12 reps – muskelmassa.
- 12–15 reps – uthållighet och definition.

### En träningsdag
| Muskelgrupp | Övning            | Antal set |
| Dag 1       | Dag 1             | Dag 1     |
| ----------- | ----------------- | --------- |
| Ben         | Knäböj            | 3         |
| Bröst       | Hantel bröstpress | 3         |
| Axlar       | Axelpress         | 3         |
| Rygg        | Latsdrag          | 3         |
| Arm         | Bicepscurl        | 3         |
| Arm         | Pushdowns         | 3         |
| Mage        | Situps            | 3         |

### Två träningsdagar
| [Muskelgrupp      | Övning                     | Antal set |
| Dag 1             | Dag 1                      | Dag 1     |
| ----------------- | -------------------------- | --------- |
| Lår framsida      | Benpress1                  | 3         |
| Vader             | Stående vadpress2          | 3         |
| Bröst             | Bänkpress3                 | 3         |
| Överarm baksida   | Tricepspress bakom nacken4 | 3         |
| Axlar framsida    | Hantellyft åt sidan5       | 3         |
| Mage              | Situps                     | 3         |
| Dag 2             |                            |           |
| Lår baksida       | Liggande benböj6           | 3         |
| Överarm framsida  | Hantelcurl7                | 3         |
| Rygg              | Kabelrodd8                 | 3         |
| Rygg              | Ryggresning9               | 3         |
| Underarm framsida | Handledscurl10             | 3         |
| Axlar baksida     | Stående rodd11             | 3         |

Ersättnings-, alterneringsövningar:
1. Knäböj
2. Sittande vadpress
3. Hantelbröstpress, Skivstångsbröstpress, Maskinbröstpress
4. Kabelpress med rep, Tricepspress maskin
5. Kabellyft åt sidan, Skivstångsaxelpress
6. Sittande benböj, Marklyft raka ben
7. Skivstångscurl, Koncentrationscurl, Hammarcurl
8. Latsdrag, Hantelryggdrag
9. Stående skivstångsrodd

### Tre träningsdagar
| Muskelgrupp      | Övning                    | Antal set |
| Dag 1            | Dag 1                     | Dag 1     |
| ---------------- | ------------------------- | --------- |
| Lår framsida     | Benpress                  | 3         |
| Lår framsida     | Benspark                  | 3         |
| Överarm framsida | Hantel armböj             | 3         |
| Överarm framsida | Scottcurl                 | 3         |
| Rygg övre del    | Axelrullning              | 3         |
| Rygg övre del    | Rodd med raka armar       | 3         |
| Dag 2            |                           |           |
| Lår baksida      | Liggande benböj           | 3         |
| Lår baksida      | Sittande benböj           | 3         |
| Axlar            | Hantellyft åt sidan       | 3         |
| Axlar            | Stående kabelrodd         | 3         |
| Rygg nedre del   | Sittande kabelrodd        | 3         |
| Rygg nedre del   | Latsdrag                  | 3         |
| Dag 3            |                           |           |
| Vader            | Stående vadpress          | 3         |
| Vader            | Sittande vadpress         | 3         |
| Mage             | Situps                    | 3         |
| Underarm         | Handledsböj               | 3         |
| Bröst            | Hantel bröstpress         | 3         |
| Bröst            | Pecdec                    | 3         |
| Överarm baksida  | Tricepspress bakom nacken | 3         |